# Khurchid Aghayeva
Khurchid Aghayeva (en azéri : Xurşid Həsən qızı Ağayeva ; née le 20 avril 1906 à Bakou et morte le 3 décembre 1953 à Bakou) est une pianiste soviétique, enseignante azérie. Artiste émérite de la RSS d'Azerbaïdjan (1943), première musicologue azerbaïdjanaise.

## Éducation
Khurshid Agayeva est diplômée du Conservatoire d'État d'Azerbaïdjan en 1935.
Khurshid Agayeva est le premier vice-président du Parlement de la République d'Azerbaïdjan en 1918-1920. En 1930, elle est envoyée étudier à l'Institut des professeurs de musique de Moscou.

## Activité pédagogique
Elle enseignait l'histoire de la musique au Conservatoire d'État d'Azerbaïdjan et a été vice-recteur aux affaires scientifiques du Conservatoire depuis 1940.
Khurshid Agayeva est l'auteur de la monographie consacrée à Uzeyir Hajibeyli, d’articles sur la musique azerbaïdjanaise, du livre Centres de culture musicale azerbaïdjanaise au XIXe siècle (incomplète en raison de sa mort), des traductions de manuels de théorie et d'histoire de musique en azerbaïdjanais.